# علم الدلالة المعرفية
علم الدلالة (او المعاني) المعرفية فرع من حركة اللغويات المعرفية . علم الدلالة يُعنى بدراسة المعاني اللغوية. يرى علماء الدلالة المعرفية ان اللغة جزء من قدرة معرفية بشرية عامة ، وبالتالي لا يمكنها وصف العالم إلا كما يتصوره الناس.  إنه يعني ضمنيًا أن المجتمعات اللغوية المختلفة تتصور الأشياء والعمليات البسيطة في العالم بشكل مختلف (ثقافات مختلفة)، وليس بالضرورة بعض الاختلاف بين العالم المفاهيمي للشخص والعالم الحقيقي (معتقدات خاطئة).
المبادئ الرئيسية لعلم الدلالة المعرفية هي:
- النحو يتصور العالم موجودًا في الثقافة؛
- إن معرفة اللغة مكتسبة وسياقية؛
- أن القدرة على استخدام اللغة تعتمد على الموارد المعرفية العامة وليس على وحدة لغة خاصة. [1]

قدم علم الدلالة المعرفية ابتكارات مثل نظرية النموذج الأولي ، والاستعارات المفاهيمية ، الدلالات الاطارية ، وهو النموذج اللغوي الذي ولد منذ ثمانينيات القرن الماضي معظم الدراسات في علم الدلالة المعجمية .  علم الدلالة المعرفية جزء من مجال اللغويات المعرفية، وبالتالي يرفض المنهجية الدلالية المعرفية في الفصل التقليدي للسانيات إلى علم الأصوات ، والصرف ، وبناء الجملة ، والبراغماتية ، وغير ذلك. عوضا عن ذلك، هو يقسم الدلالات إلى بناء المعنى وتمثيل المعرفة . لذلك، يدرس علم الدلالة المعرفي جزءًا كبيرًا من المجال المخصص تقليديًا للبراغماتية وكذلك علم الدلالة .

## نقاط الاختلاف
علم الدلالة المعرفية يهتم بثلاثة أسئلة رئيسية : ماذا يعني أن يكون للوحدات اللغوية، وهي وحدات تفيد المعنى وتسمى معجمات ، "معنى"؟ ماذا يعني أن يكون للجمل معنى؟ وثالثا ، كيف يمكن أن تتوافق الوحدات ذات المعنى معًا لتكوين جمل مفيدة ؟ هذه هي المفاتيح الرئيسية للبحث وراء الدراسات في الدلالات المعجمية ، والدلالات الهيكلية ، ونظريات التركيب (على التوالي). وفي كل فئة، يبدو أن النظريات التقليدية تتعارض مع تلك التفسيرات التي يقدمها علماء الدلالة المعرفية.
تميل النظريات الكلاسيكية في علم الدلالة (في تقليد ألفريد تارسكي ودونالد ديفيدسون ) إلى تفسير معنى الأجزاء من حيث الشروط الضرورية والكافية ، والجمل من حيث شروط الحقيقة ، والتركيب من حيث الوظائف الافتراضية . ويرتبط كل من هذه المواقف ارتباطًا وثيقًا بالآخرين. وفقا لما تقدمه النظريات التقليدية ، يمكن فهم معنى جملة معينة على اسا استيفاءها الشروط التي بموجبها يصبح الافتراض الذي تنقله الجملة صحيحا. فعلى سبيل المثال، لا يمكن لتعبير "الثلج أبيض" ان يكون صحيحا الا إذا كان الثلج أبيضًا في العالم الواقعي. يمكن فهم الوحدات المعجمية على أنها تحمل معنى إما بحكم مجموعة من الأشياء التي قد تنطبق عليها (تسمى "امتداد" الكلمة)، أو من حيث الخصائص المشتركة التي تحمل هذه الأشياء (وتسمى "قصدها"). يوفر القصد للمتحدث الشروط الضرورية والكافية التي تسمح للشيء بالتأهل كعضو في امتداد بعض الوحدات المعجمية.

## بنية المفاهيم
يحاول علم الدلالة الإطاري، الذي طور على يد العالم اللغوي تشارلز جيه فيلمور ، ان يشرح المعنى من حيث علاقته بالفهم العام، وليس فقط في المصطلحات التي وضعتها دلالات الحقيقة الشرطية. يشرح فيلمور المعنى بشكل عام (بما في ذلك معنى المعاجم) من حيث "الإطارات" . يُقصد بكلمة "إطار" أي مفهوم لا يمكن فهمه إلا إذا تم فهم نظام أكبر من المفاهيم أيضًا.

#### فيلمور: تأطير
توجد العديد من الأدلة اللغوية التي تدعم المشروع الإطاري الدلالي. في البداية ، لوحظ أن معنى الكلمة ما هو الا امتداد للتجربة الانسانية الجسدية. على سبيل المثال، يرتبط مفهوم المطعم بسلسلة من المفاهيم، مثل الطعام والخدمة والنوادل والطاولات وتناول الطعام .  لا يمكن فهم هذه الارتباطات الغنية ولكن العرضية من خلال التحليل من حيث الشروط الضرورية والكافية، ومع ذلك يبدو أنها لا تزال مرتبطة بشكل وثيق بفهمنا لـ "المطعم".
بالإضافة الى ذلك ، أن هذه الشروط ليست كافية لتفسير عدم التماثل في الطرق التي تستخدم بها الكلمات. وفقًا لتحليل السمات الدلالية، لا يوجد شيء أكثر في معني "الصبي" و"الفتاة" من:
1. ولد [+ذكر]، [+شباب]
2. فتاة [+أنثى]، [+شابة]

و من ناحية اخرى ، وجد علماء اللغة أن مستخدمي اللغة يطبقون على الدوام مصطلحي "الصبي" و"الفتاة" بطرق تتعدى مجرد السمات الدلالية. فعلى سبيل المثال، يميل الناس إلى اعتبار الأنثى الشابة "فتاة" (بدلاً من "امرأة") أكثر من احتمال اعتبار الشاب الذكر "صبيًا" (بدلاً من "رجل" ").  تشير هذه الملاحظة إلى وجود إطار كامن، كونته المواقف الثقافية والتوقعات والافتراضات المسبقة وكلها اجزاء من معنى الكلمة. تتجاوز هذه الافتراضات الأساسية تلك الشروط الضرورية والكافية التي تتوافق مع حساب الميزة الدلالية. إذن، تسعى دلالات الإطار إلى توضيح او تفسير هذه السمات المحيرة للعناصر المعجمية بطريقة منهجية ما.